# Кукуевское (сельское поселение, Удмуртия)
Кукуевское — упразднённое муниципальное образование со статусом сельского поселения в Воткинском районе Удмуртии Российской Федерации.
Расположено на северо-востоке района, между городами Ижевск, Воткинск, Чайковский.
Административный центр — деревня Кукуи. Численность населения составляет 885 человек (2012).
25 июня 2021 года упразднено в связи с преобразованием муниципального района в муниципальный округ.

## Состав
| Название | Тип населённого пункта          | Население (2011 год) |
| -------- | ------------------------------- | -------------------- |
| Кукуи    | Деревня, административный центр | 704                  |
| Гришанки | Починок                         | 18                   |
| Гамы     | Деревня                         | 47                   |
| Катыши   | деревня                         | 116                  |

## История
Поселение образовано указом Президиума Верховного Совета УАССР от 3 сентября 1991 года путём выделения из состава Кварсинского сельского поселения.

## Инфраструктура
На территории поселения находятся животноводческое предприятие «ООО Мир», пекарня «ООО Исток», 2 пилорамы, пошивочный цех, цех по производству мебели, АТС, 5 магазинов, 11 крестьянских фермерских хозяйств. Газифицированы 148 хозяйств (50%). Существуют фельдшерско-акушерский пункт, школа, детский сад, библиотека, сельский культурный центр на 300 мест. В районном центре с 2007 года строится деревянный Свято-Никольский храм.